# 象洞

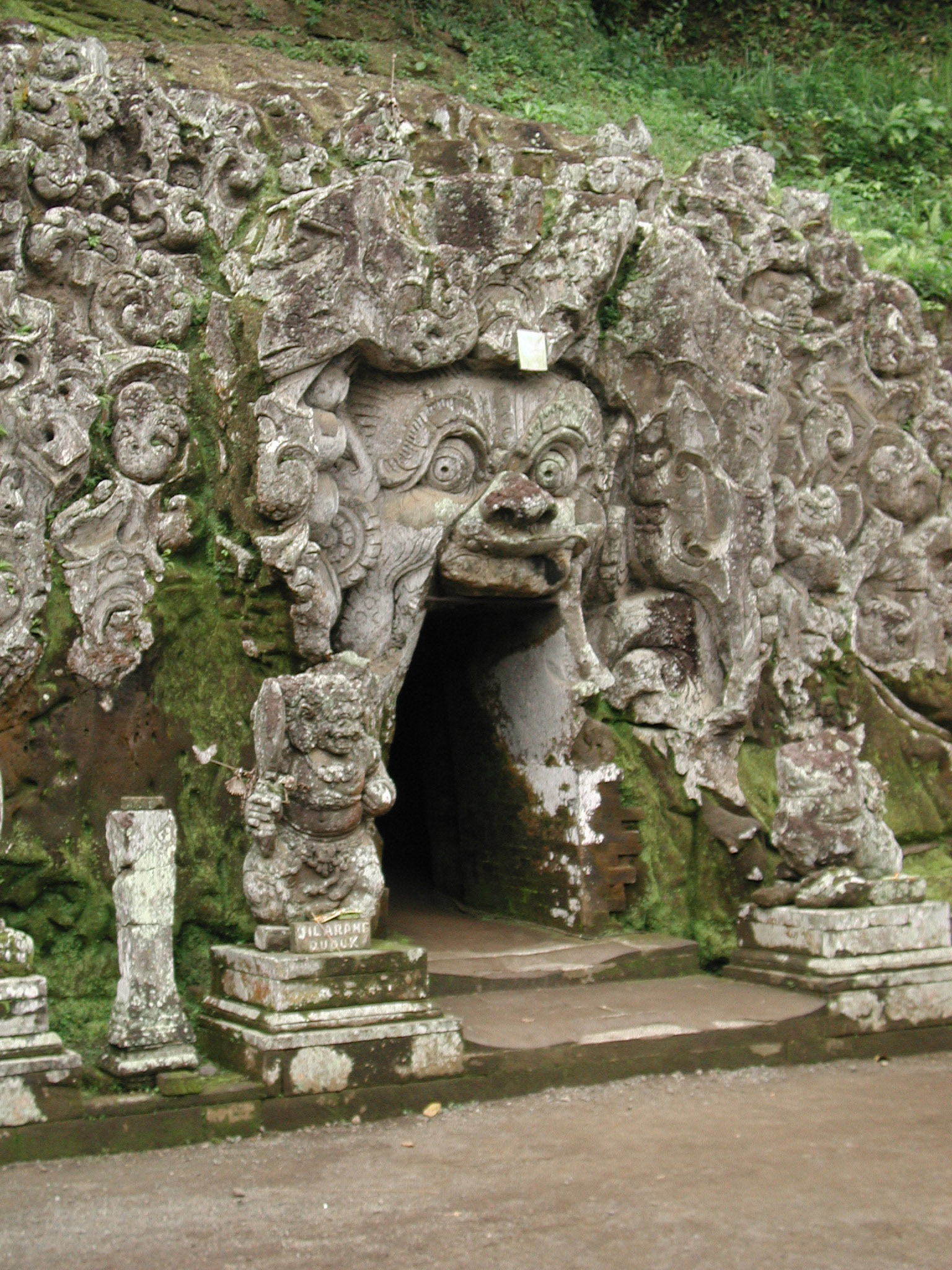
象洞的入口處

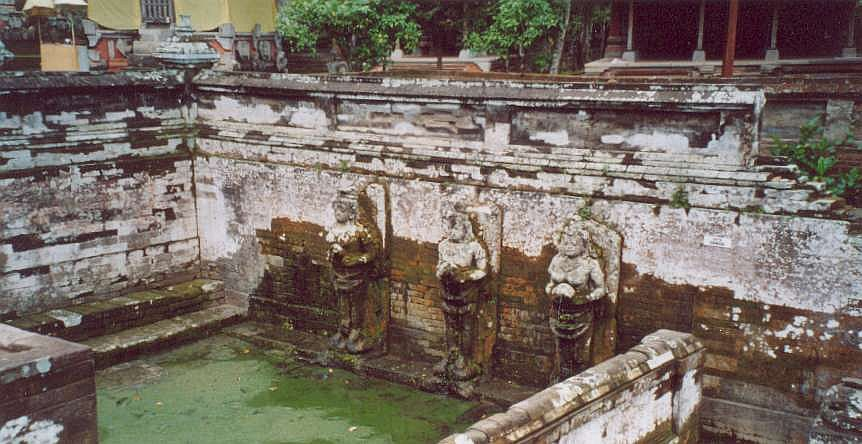
聖泉池

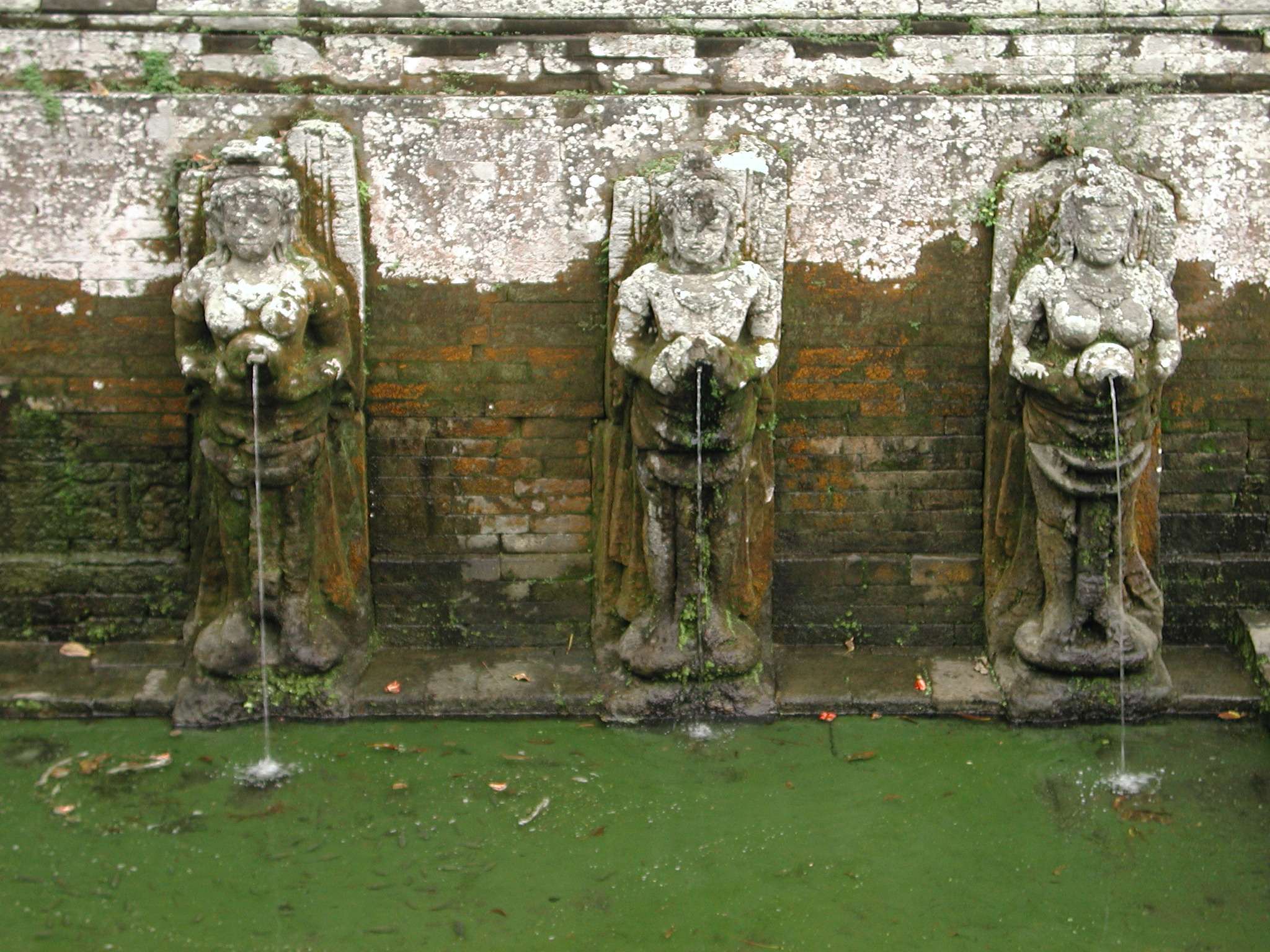
聖泉池中的女神雕像

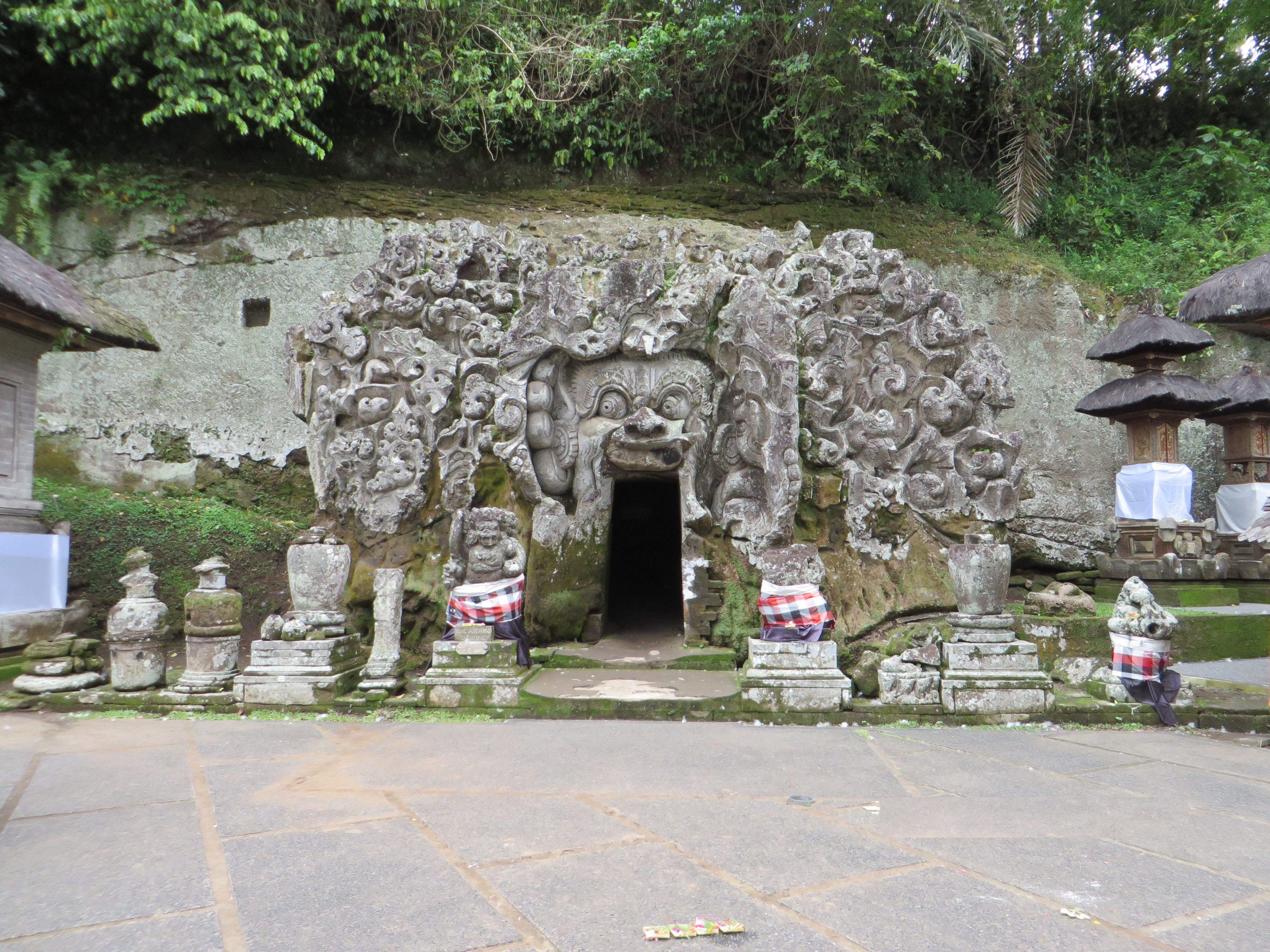
象洞的入口處

象洞 （印尼語：Goa Gajah；英語：Elephant Cave），位于烏布附近的的 巴厘岛 ，在 印度尼西亚的。象洞建於公元9世紀，原為一處佛教遺跡。

## 历史
洞穴的起源無法確認。巴厘島民間傳說指出它是由巨人戰神伊波伊布（Kebo Iwa）的指甲雕刻而成。 然而，檢視其风格，可能可從11世纪的 巴厘王國（Bali Kingdom）定年。 包含了印度教和佛教的图像，洞穴中可見濕婆神的象徵圖像林迦和約尼，以及象头神的圖像，同时在河邊則有佛塔、傘蓋（Chatra）等等屬於佛教的雕像和佛像。 
象洞於1923年被荷蘭考古學家發掘，但聖泉池直到1954年才被發現。

## 遺址特色
在这个洞穴的立面有多種殺氣騰騰的动物和恶魔浮雕被刻於山洞入口的岩石上。 主要的圖像曾经被认为是一头大象，因此有其绰号「象洞」。 该遺址曾於1365年被寫於爪哇的诗 爪哇史頌 中。 遺址中有一个广闊的浴池直到1950年代才被挖掘出。 这些似乎是建立用來抵挡惡靈。

## 世界遗产
这个遺址在1995年10月19日被加入 教科文组织 世界遗产的 暂定名单上，隸屬文化类别，之後被撤銷。

## 外部連結
- 维基导游上有關Central Bali的旅行指南